# Mégara (mythologie)
Pour les articles homonymes, voir Mégara.

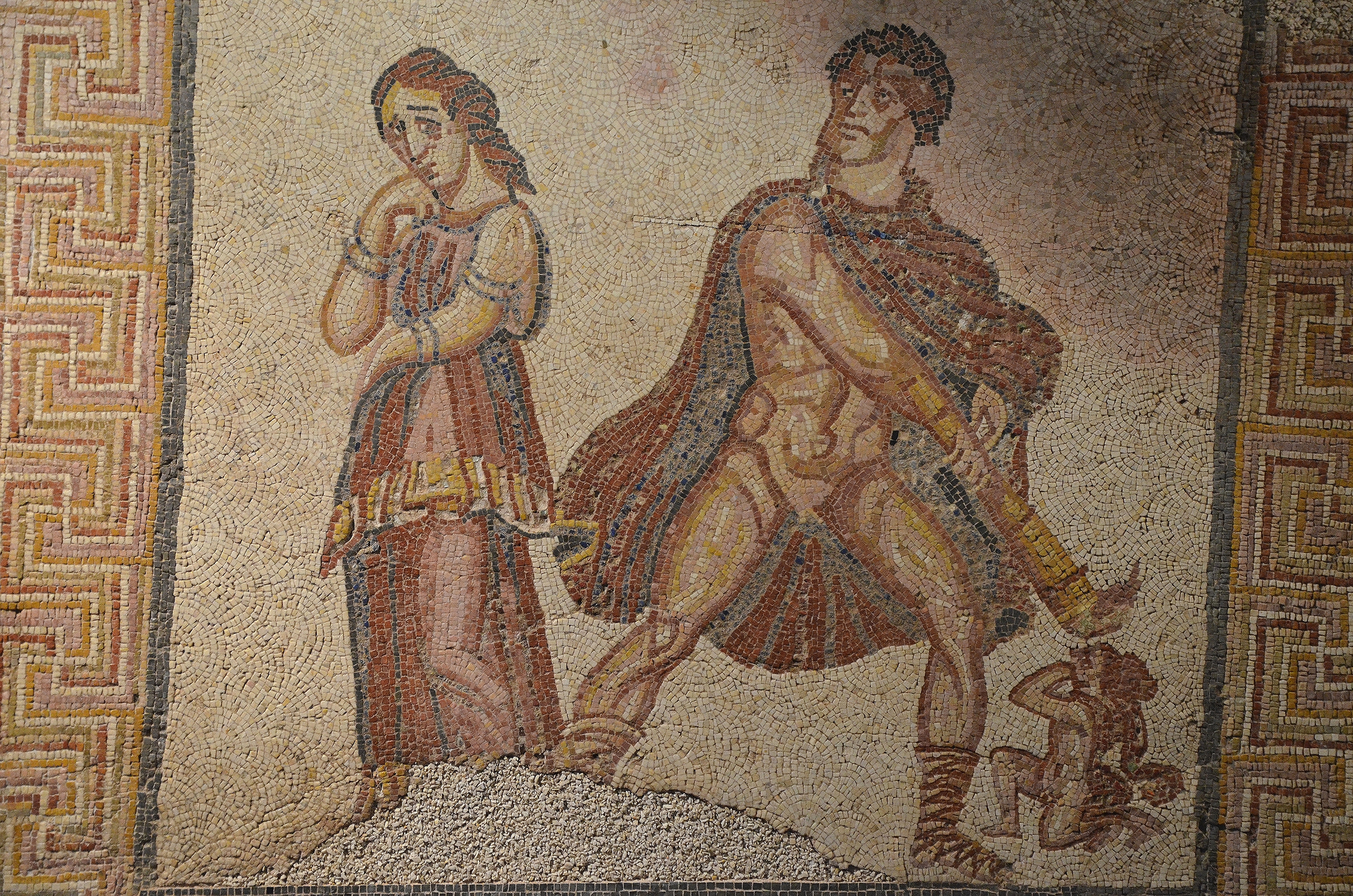
Mosaïque représentant Mégara et Hercule lors de la folie d'Hercule (Museu Nacional de Arqueologia, Portugal)

Dans la mythologie grecque, Mégara (en grec ancien Μεγάρα / Megára) est le nom de la fille aînée de Créon, roi de Thèbes, qu'il maria à Héraclès en récompense de son combat contre le roi d'Orchomène et que le héros ramena chez son père adoptif, Amphitryon. Elle lui donna trois fils et une fille.
Héra ayant frappé le héros de folie, celui-ci tua ses fils ; les Thébains les vénéraient sous le nom de Chalkoarai. D'après certaines sources, Héraclès tua aussi Mégara ; selon d'autres, il la donna à son neveu Iolaos quand le héros quitta définitivement Thèbes.
Selon certaines traditions, pour laver sa faute, l'oracle de Delphes lui conseilla de se mettre au service d'Eurysthée qui lui ordonna ensuite d'accomplir ses douze travaux.